# Daigoro Timoncini
Daigoro Timoncini (ur. 13 grudnia 1985) – włoski zapaśnik w stylu klasycznym. Trzykrotny olimpijczyk. Jedenasty w Pekinie 2008; siedemnasty w Londynie 2012 w wadze 96 kg i dwunasty w Rio de Janeiro 2016 w kategorii 98 kg.
Piąte miejsce na mistrzostwach świata w 2007 i ósme w 2010. Brązowy medalista mistrzostw Europy w 2019. Jedenasty na igrzyskach europejskich w 2015. Brąz na igrzyskach śródziemnomorskich w 2013. Akademicki wicemistrz świata w 2010 i dziesiąty w 2006. Zdobył dziesięć tytułów mistrza Włoch, w latach 2004, 2005, 2008–2011, 2013, 2015 i 2016.